# Landzigt (Wissenkerke)
Landzigt is een voormalige korenmolen aan de Boomdijk in Wissenkerke en is van verre al te zien. Het is een grondzeiler die in 1869 is gebouwd. De molen werd in 1962 tot woonmolen omgebouwd en raakte in verval. In 2000 is de molen tot draaivaardige molen gerestaureerd. De kap is gedekt met dakleer, de molen heeft een vlucht van 21,80/21,95 meter. Tegenwoordig doet de molen dienst als recreatiewoning en wordt daartoe verhuurd. In Zuid-Bijerland staat de directe familie van deze korenmolen genaamd Landzigt (Zuid-Beijerland).
De Korenbloem ·
Landzigt ·
Nooit Gedacht (De Nieuwe Molen) ·
De Onderneming ·
De Oude Molen